# Physaria fremontii
Physaria fremontii är en korsblommig växtart som först beskrevs av Reed Clark Rollins och Elizabeth Anne Shaw, och fick sitt nu gällande namn av O'kane och Al-shehbaz. Physaria fremontii ingår i släktet Physaria och familjen korsblommiga växter. Inga underarter finns listade i Catalogue of Life.